# Centre Hospitalier National El-Maarouf

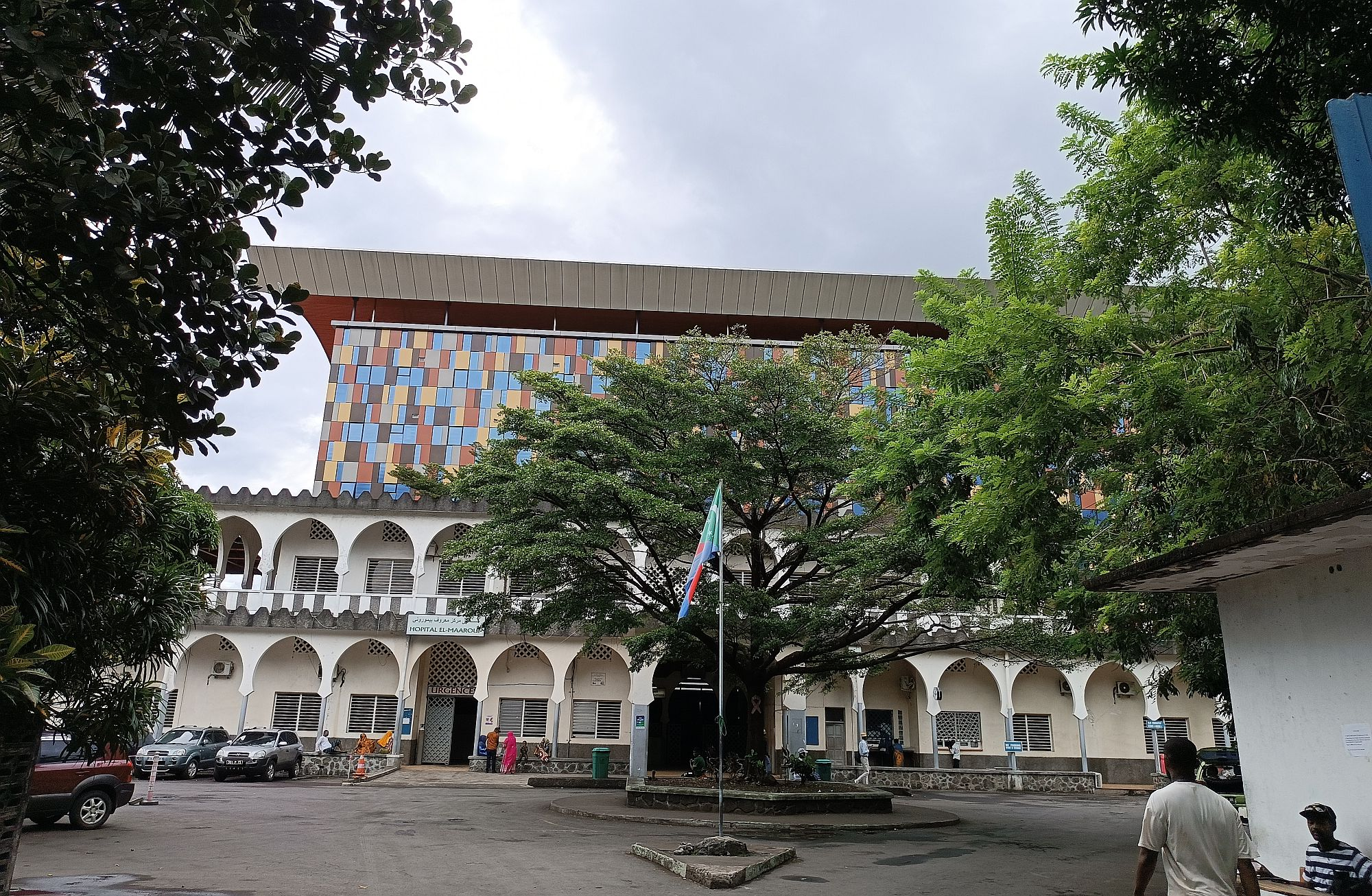
Neubau des Krankenhauses

Das Centre Hospitalier National El-Maarouf (en.: El Marouf Hospital) ist das größte Krankenhaus der Komoren. Es befindet sich in Moroni und wurde 1954 unter dem Namen „Hôpital Georges Boussenot“ gegründet. Nach der Unabhängigwerdung der Komoren wurde es nach dem Scheich Said Muhammad bin Sheich Ahmed (Saïd Mohamed bin Cheikh Ahmed Al Maarouf) benannt.

## Lage
Das Krankenhaus liegt nördlich des Hafens von Moroni zwischen der Küstenstraße Rue de la Corniche und dem Boulevard Karthala. In der Umgebung befinden sich auch die Bildungseinrichtungen Ecole de Medecine - Université des Comores und Campus France Comores sowie mehrere Apotheken.

## Neubau
Die Infrastruktur war stark veraltet. Neue Gebäude befanden sich seit 2017 im Bau. Die Eröffnung fand 2024 statt. Mit 42.000 m² und 7 Stockwerken wurde das Krankenhaus das größte Gebäude des Landes. Die Kosten betrugen knapp 120 Mill. Euro.